# 경기도립포천도서관
경기도립 포천도서관은 대한민국 경기도 포천시에 있는 도립 도서관으로서, 경기도립중앙도서관의 분관이다.

## 연혁
- 1989년 7월 21일 포천군립도서관 개관
- 1991년 3월 26일 경기도립포천도서관으로 개칭
- 1999년 1월 15일 경기도립중앙도서관포천분관으로 개칭

## 이용 안내
이용 시간
휴관일
- 매주 월요일
- 일요일을 제외한 관공서의 공휴일 (단, 일요일이 공휴일인 경우에는 휴관)
- 관장이 필요하다고 인정하는 경우